# Knutsberg, Nora

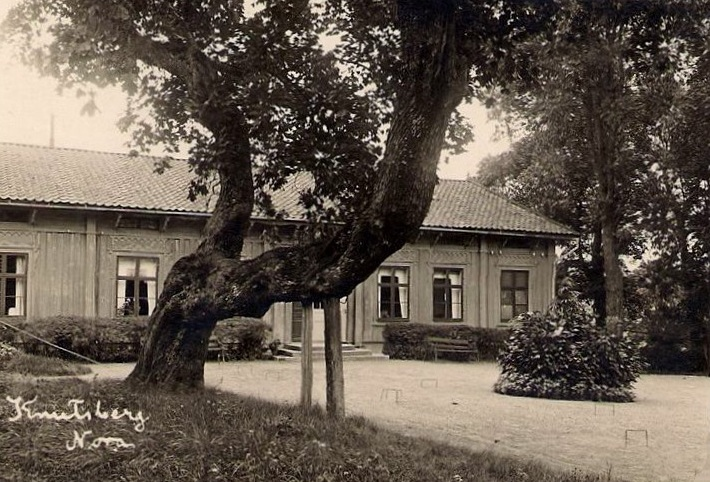
Knutsberg 1910

Knutsberg är ett bergmästareboställe som ligger strax väster om Nora, sydöst om Åsbosjön. Huvudbyggnaden i en våning, av trä, uppfördes omkring år 1645. Den har moderniserats flera gånger. Förste ägaren var bergsfogde Knut Larsson, som gett namn åt egendomen som har omfattat 99 ha, varav 35 ha åker och 60 ha skog.